# دنیس کوراتولو
دنیس کوراتولو (انگلیسی: Dennis Curatolo؛ زادهٔ ۳ آوریل ۲۰۰۴) بازیکن فوتبال اهل ایتالیا است.
وی همچنین در تیم‌های ملی فوتبال زیر ۱۶ سال ایتالیا و زیر ۱۷ سال ایتالیا بازی کرده‌است.

## زندگی شخصی
دنیس کوراتولو که در کومو، لمباردی به دنیا آمد، تمام دوران جوانی خود را در اینترمیلان بازی کرد.

## دوران بازی

### رده‌های پایه
در طول مدت حضورش در آکادمی اینتر، او با زدن ۴۷ گل از زیر ۱۳ سال تا زیر ۱۸ سال تا مارس ۲۰۲۲، به ویژه در بازی‌های تورنئو دی ویارجو، ثابت کرد که یک گلزن قهار برای تیم‌های جوانان است.

### اینتر میلان
در اوایل سال ۲۰۲۲، از آنجایی که فرم خوب او در لیگ زیر ۱۸ ساله‌ها پیش از این به او پیوستن به پریماورا را تضمین می‌کرد، توسط سیمونه اینزاگی برای اولین بار به تیم اصلی دعوت شد و در جریان پیروزی ۲–۱ سری آ مقابل لاتزیو در ژانویه و در دربی میلان، روی نیمکت، بدون آن که بازی کند، ظاهر شد.
در فصل بعد، چون اولین گل اروپایی خود را در لیگ جوانان به ثمر رسانده بود، دوباره توسط سیمونه اینزاگی به تیم اصلی دعوت شد، زیرا هر دو مهاجم روملو لوکاکو و خواکین کوره‌آ مصدوم شده بودند. کوراتولو برای بازی سری آ مقابل ساسولو و تساوی ۳–۳ مقابل بارسلونا در لیگ قهرمانان اروپا، دوباره روی نیمکت ظاهر شد.